# Fliegerstaffel 6

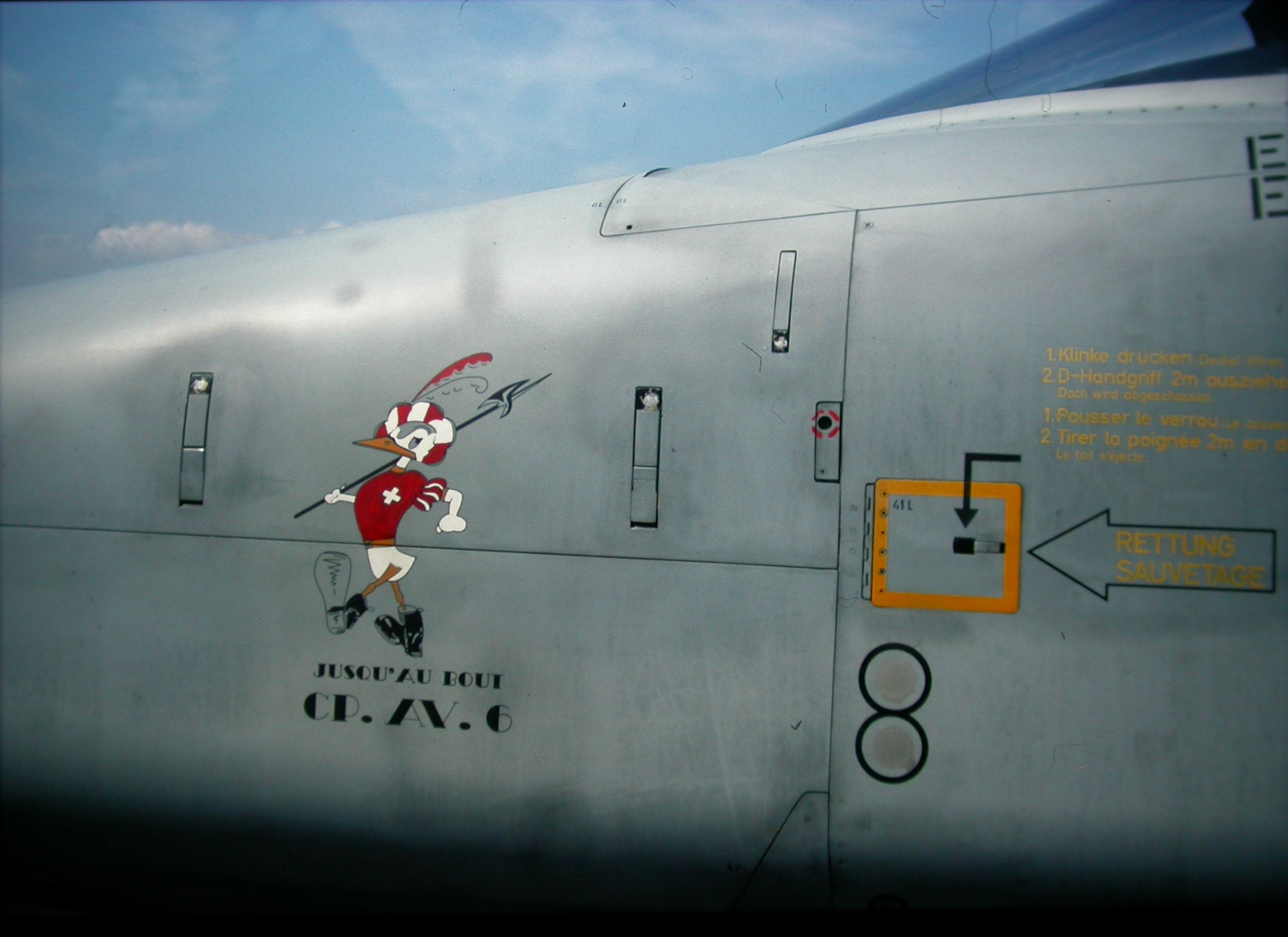
Emblem CP.AV.6 an einer F-5E Tiger II

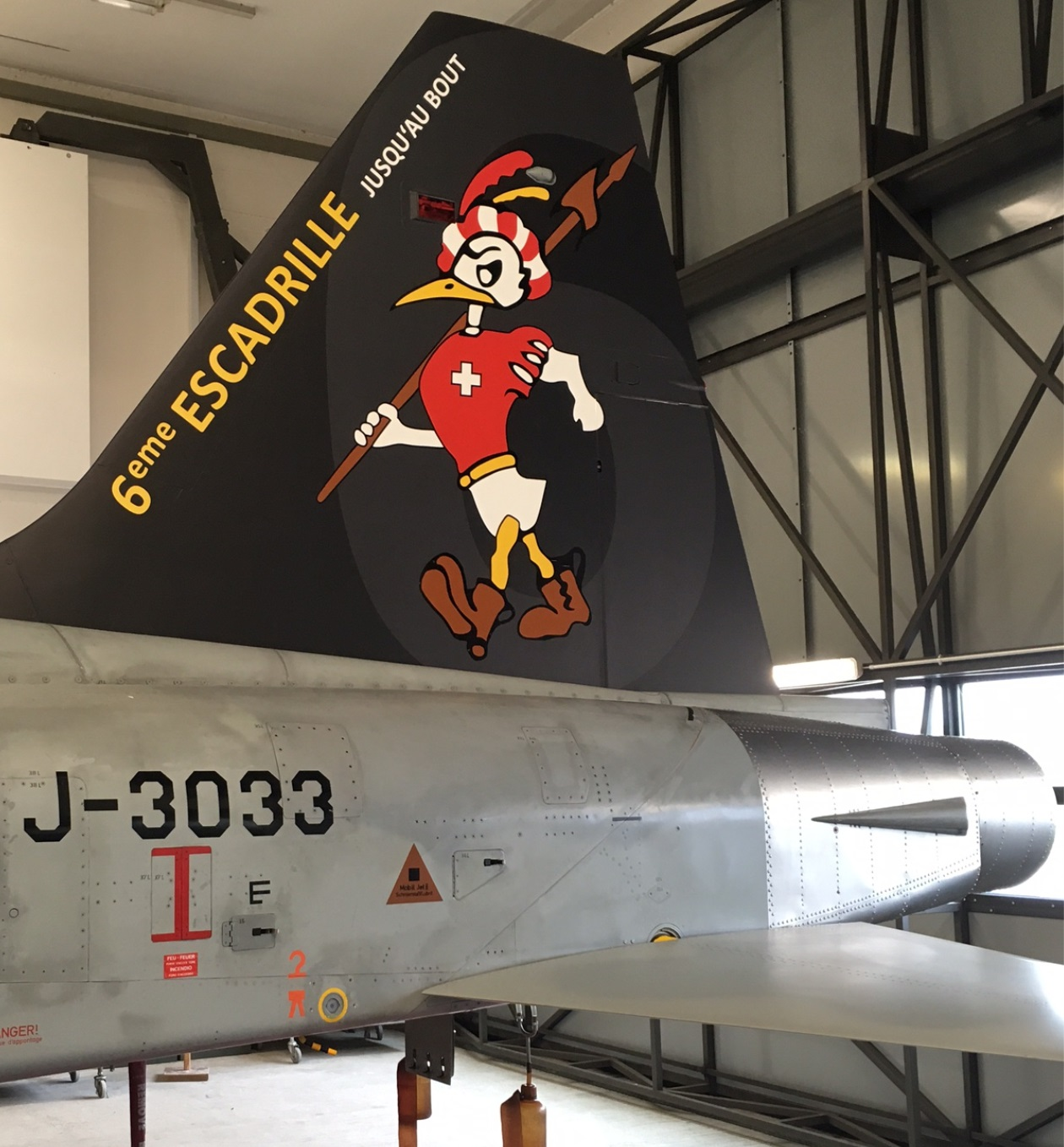
Seitenleitwerk der F-5E J-3033, Staffelmaschine der 6ème Escadrille

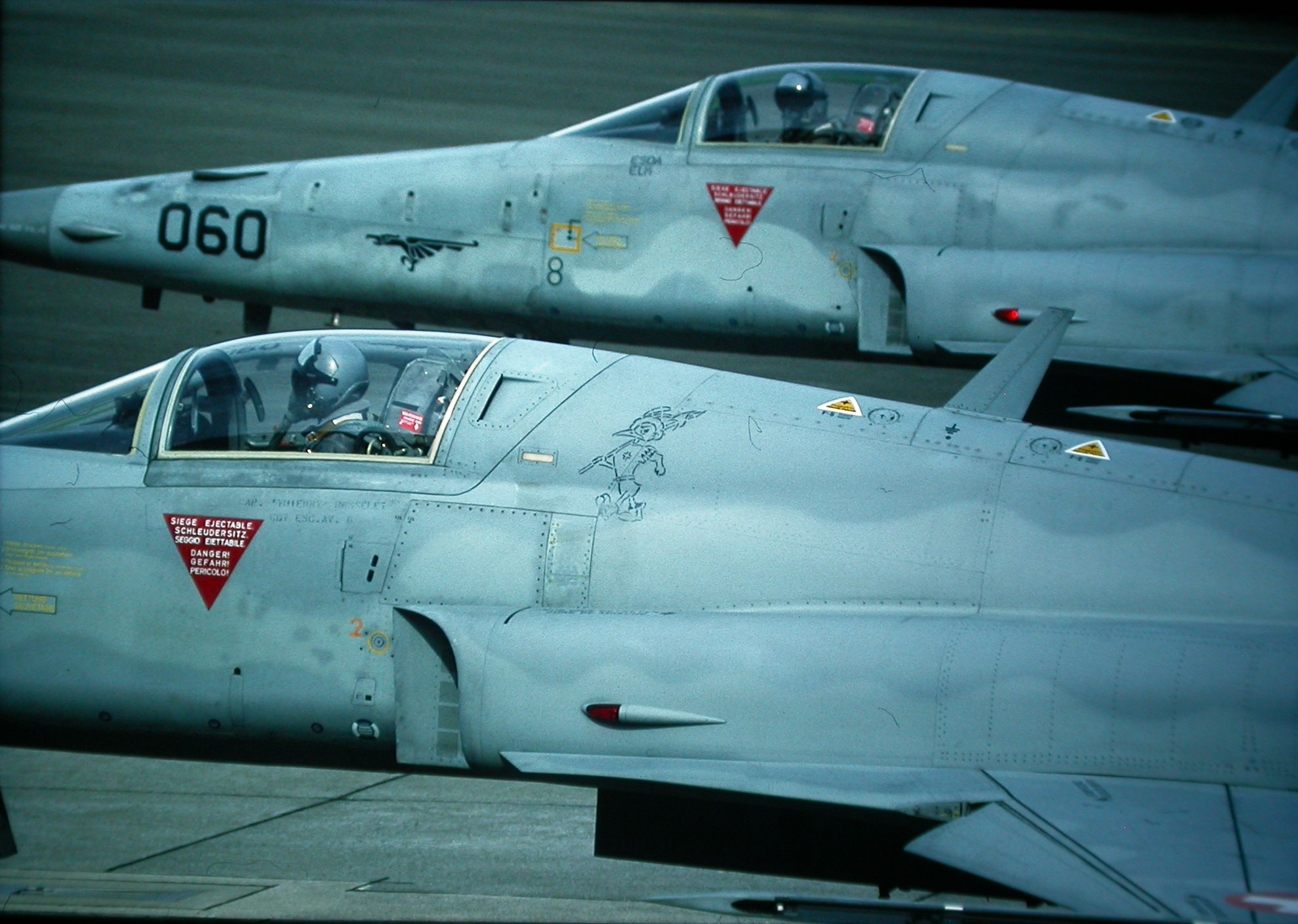
Low Visibility Emblem der Staffel 6 auf dem F-5E Tiger II J-3052, dahinter ein Abzeichen der Staffel 1 auf dem Flugzeug J-3060.

Die Fliegerstaffel 6 ist eine mit Northrop F-5E Kampfflugzeugen ausgerüstete Miliz-Fliegerstaffel der Schweizer Luftwaffe und untersteht in dieser Form, zusammen mit der Fliegerstaffel 17, dem Fliegergeschwader 11 am Militärflugplatz Payerne.

## Emblem
Die Fliegerstaffel 6 trug ab 1940 als Emblem eine marschierende Ente, mit stolz geschwellter Brust, die eine Hellebarde trägt. Dazu wurde das Staffelwappen mit dem Motto «Jusqu’au bout» versehen, sinngemäss «bis zum (bitteren) Ende». Dies hatte General Guisan 1940 anlässlich des Rütlirapports von seinen Offizieren verlangt. In der Zeit vor diesem Abzeichen war zunächst ein sechszackiger Stern mit einer Hexe auf ihrem fliegenden Besen als Abzeichen verwendet worden.

## Geschichte
Am 27. Januar 1925 erfolgte die Aufstellung der Fliegerkompanie 6, ausgerüstet mit Dewoitine D1+, Dewoitine D9 und der Comte AC-1. Ab 1939 war die Kompanie mit Dewoitine D-27 im Einsatz.
Von 1939 bis 1946 nutzte die Fliegerkompanie 6 die Messerschmitt Me 109 Flugzeuge ab dem Militärflugplatz Zweisimmen. Leutnant Hans Thurnheer war ein Pilot der Staffel 6, der als erster Schweizer Kampfpilot auf den Feind schoss: Am 10. Mai 1940 wurde er in ein Feuergefecht mit einer Heinkel He-111 verwickelt, die sich der Aufforderung zur Landung widersetzte und das Feuer eröffnete. Nachdem Leutnant Thurnheer die He-111 beschossen hatte, verliess diese den Schweizer Luftraum. Die Staffel 6 war im Juni 1940 in Luftkämpfe über dem Jura involviert und erzielte 2,5 bestätigte Abschüsse (1,5 He-111 und eine Bf-110).
Im Jahr 1945 erfolgte die Umbenennung in Fliegerstaffel 6. Nach dem Zweiten Weltkrieg erhielt die Staffel im Jahre 1947 D-3800 und D-3801 Morane. Diese flogen aber nur kurze Zeit bei der Staffel 6.
Ab 1951 flog die Staffel mit De Havilland DH.100 Vampire als eine der ersten Frontstaffeln auf Jets. Die Vampire blieben bis 1959 bei der Staffel 6. Von 1960 bis 1978 war der Vampire Nachfolger, die weiter entwickelte De Havilland DH.112 Venom bei der Fliegerstaffel 6 in Gebrauch. In den 1960er-Jahren waren unter den Staffelangehörigen sechs Piloten aus dem Tessin, darunter Peter Regli. Während ihrer Dienstzeit stürzte der Pilot O.B. bei einer Schiessübung an der Axalp ab und verunglückte tödlich.
Im Jahr 1978 erfolgte die Umschulung auf den Hawker Hunter auf dem Militärflugplatz Sion. Der bekannteste Pilot der Staffel 6 auf Hunter war Claude Nicollier, der nicht auf Tiger umschulte und zur Staffel 5 wechselte.
Im Jahr 1983 erfolgte die Umschulung auf die F-5 Tiger und der Militärflugplatz Payerne wurde die neue Heimatbasis. Die Fliegerstaffel 6 ist eine Milzpilotenstaffel, das heisst alle Piloten erfüllen in der Staffel ihre Militärdienstpflicht und sind ansonsten in verschiedensten Berufen tätig, die nicht zwingend eine Verbindung mit der Aviatik haben müssen. Die Piloten der Staffel kommen aus den französischsprachigen Kantonen der Schweiz. Die Fliegerstaffel 6 besitzt keine Flugzeuge, die spezifisch ihr zugeteilt sind; alle F-5 der Schweizer Luftwaffe werden gemeinsam auch von allen Staffeln benutzt. Dennoch wurde der Fliegerstaffel 6, wie den Fliegerstaffeln 8, 11, 17, 18 und 19, mit der F-5E J-3033 eine Maschine gewidmet, die eine staffelbezogene Seitenleitwerksbemalung trug.
Die Staffel wurde in neuerer Zeit auch mit dem Übernamen «Ducks» bezeichnet und feierte 2015 ihr 90-jähriges Bestehen, wozu auch ein spezielles Staffelabzeichen kreiert wurde.
Der Luftpolizeidienst und die Identifizierung fremder Luftfahrzeuge war bis auf Weiteres eine Hauptaufgabe der Fliegerstaffel 6. Die Zukunft der Einheit war, genauso wie bei den anderen zwei F-5 Milizstaffeln Fliegerstaffel 8 und Fliegerstaffel 19, unsicher. Es war mehrfach geplant, ein Nachfolgemodell für die F-5 einzuführen. Damit war unklar, wie viele Fliegerstaffeln Bestand haben würden und in welcher Form sie organisiert sein würden. 2017 wurden die Tiger entwaffnet. Laut Angabe eines Flugzeug-Enthusiasten wurde die Staffel 6 im Jahr 2018 gar aufgelöst. Dem widersprach die Information, dass die Miliz-Piloten der Staffel am 7. Dezember 2023 ihren letzten Jetflug absolvierten. Dazwischen, im Jahr 2022, war Schluss mit den Übungen zur Elektronischen Kriegsführung. Im Juni 2025, anlässlich des 100-Jahre-Jubiläums der Staffel in Payerne, flogen trotzdem immer noch Piloten der Staffel 6, seit 2020 unter dem Kommando des Berufspiloten Lukas Nannini, den Tiger. Bei dieser offiziellen Verabschiedung und bei einem Bestand von 6 Piloten war die Auflösung der Staffel auf Ende 2025 bekannt.

## Flugzeuge
- Dewoitine D1+
- Dewoitine D9
- Comte AC1
- Dewoitine D-27
- Morane D-3800
- Morane D-3801
- Messerschmitt Bf 109.
- De Havilland DH.100 Vampire
- de Havilland DH.112 Venom
- Hawker Hunter
- Northrop F-5